# Qianjiang Group
Die Qianjiang Group Co., Ltd. (chinesisch 钱江, Pinyin Qián Jiāng) mit Sitz in Wenling, Provinz Zhejiang der Volksrepublik China, ist ein Hersteller von motorisierten Gartengeräten wie z. B. Rasenmäher, sowie von Pumpen, Kompressoren, Wasserboilern und Quads. Es war bis 2016 die Muttergesellschaft des Motorradherstellers Qianjiang / QJMOTOR, einem der größten Fabrikanten Chinas. Das Unternehmen ist nach dem Qiantang-Fluss (chinesisch 钱塘江, Pinyin Qián Táng Jiāng) benannt. 2020 änderte sich die Marke zu QJPOWER, um die Internationalisierung zu erleichtern.
Eine weitere Bezeichnung für dasselbe Unternehmen ist Zhejiang Qianjiang Group Co., Ltd., da es im riesigen Land China zur Vermeidung von Missverständnissen üblich ist, die Stadt oder die Provinz der Firmierung voranzustellen.

## Geschichte
Die Qianjiang Group Co., Ltd. wurde 1971 gegründet, Motorräder wurden ab 1985 produziert. 1999 fand der Börsengang an der Börse Shenzhen unter Nr. 000913.
Im Jahre 2005 übernahm die Gruppe den italienischen Motorradhersteller Benelli.
2016 erfolgte nach der Mehrheitsübernahme an der Motorraddivision durch Geely die Abspaltung des Motorradbaus in das eigenständige Unternehmen Qianjiang Motorcycle Co., Ltd.